# 26 км (зупинний пункт, Придніпровська залізниця)
26 кіломе́тр — пасажирський залізничний зупинний пункт Кримської дирекції залізничних перевезень Придніпровської залізниці на електрифікованій лінії Острякове — Євпаторія-Курорт між станціями Ярка (5 км) та Саки (11 км). Розташований неподалік від села Геройське Євпаторійського району АР Крим.

## Пасажирське сполучення
На Платформі 26 км зупиняються приміські електропоїзди за напрямком Євпаторія — Сімферополь.